# Moira Lister
Moira Lister, bürgerlich Moira Lister de Gachassin-Lafite, Vicomtesse d’Orthez, (* 6. August 1923 in Kapstadt, Südafrika; † 27. Oktober 2007 ebenda) war eine südafrikanisch-britische Schauspielerin bei Bühne und Film, abonniert auf Rollen unterkühlter, distinguierter Damen der gehobenen Gesellschaft.

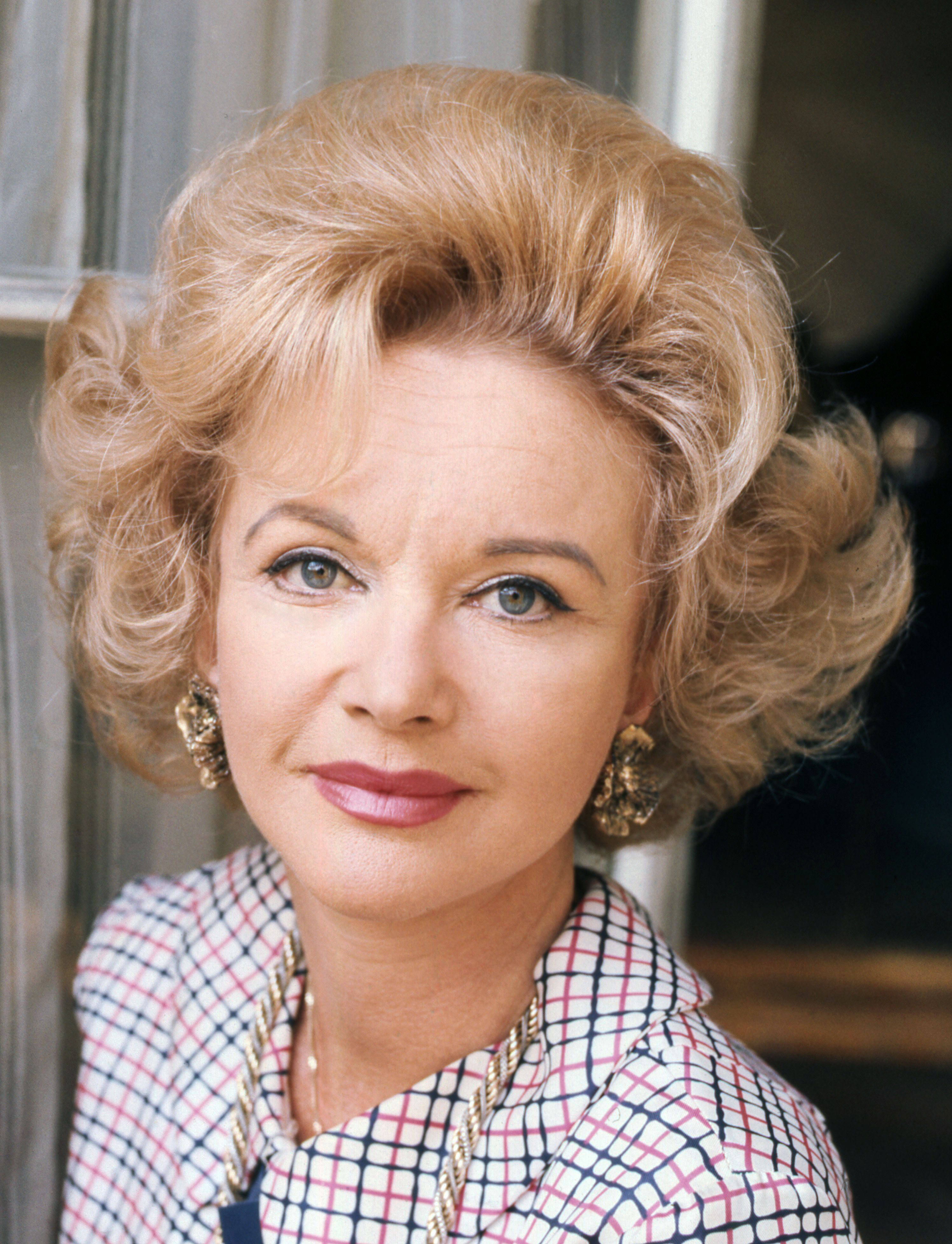
Moira Lister

## Leben und Wirken

### Die frühen Jahre
Moira Lister wuchs auf einer südafrikanischen Straußen-Farm auf und ging am Parktown Convent of the Holy Family in Johannesburg zur Schule. Bereits als sechsjährige Schülerin sammelte sie erste Erfahrungen auf den Bühnenbrettern (in Henrik Ibsens Die Helden auf Helgeland, wo sie den kleinen Prinzen verkörperte). Als Teenager nahm sie Schauspielunterricht bei Anna Romain Hoffman vom Johannesburg Repertory Theatre. 1936 trat sie mit dem gerade auf Südafrika-Tournee befindlichen britischen Theaterstar Seymour Hicks in Vintage Wine auf. Der betagte Künstler war derart begeistert von dem 13-jährigen Mädchen, dass er sie nach England einlud, um mit ihr in Mr. and Mrs. King aufzutreten. Da dies den soeben abgedankten König Edward VIII. zum Thema hatte, wurde das Projekt in England aus Staatsräson gestrichen, und Moira Lister gab erst 1937 ihren Londoner Einstand in einer Aufführung von Post Road im Golders Green Hippodrome. Wenig später kehrte der Teenager nach Südafrika zurück und setzte seine Bühnenlaufbahn mit Stücken wie When We Are Married und The Women fort.

### Karrieredurchbruch in England
1943 wieder zurück in England, begann die blonde Nachwuchsmimin inmitten des Zweiten Weltkriegs im Alter von 20 Jahren zu filmen (Debüt im Kriegspropagandafilm The Shipbuilders) und erneut Theater zu spielen (im Stück The Shop at Sly Corner). Bis zu ihrem Tode im Alter von 84 Jahren stand Moira Lister in über fünf Dutzend Kinofilmen, Fernsehproduktionen und -serien vor der Kamera, darunter auch einige wenige Klassiker der 1940er und 1950er Jahre wie Cornwall Rhapsodie, Lockende Tiefe, Der große Atlantik und Die Angst hat 1000 Namen, wo sie an der Seite von Stars wie Stewart Granger, Margaret Lockwood, Vivien Leigh, Jack Hawkins und Tyrone Power Nebenrollen übernahm. Listers Fach – seit 1954 immer häufiger in Fernsehproduktionen – wurde im Lauf der Jahre mehr und mehr die vornehme und distanzierte Upper-Class-Lady (wie etwa 1964 an der Seite Rex Harrisons in dem All-Star-Film Der gelbe Rolls-Royce); eine Rollenverpflichtung, die sie seit ihrer Eheschließung (1951) mit dem Grafen Jacques de Gachassin-Lafite Vicomte d'Orthez, dem Oberhaupt einer französischen Champagner-Dynastie, auch im Gesellschafts- und Privatleben ausfüllte. Ihr Lebensstil war dementsprechend: Mit ihrem Gatten besaß Lister eine Villa an der Côte d’Azur und ein Haus in Belgravia, dem teuersten Stadtteil Londons.
Trotz ihrer intensiven Tätigkeit vor der Kamera blieb Moira Lister zeitgleich auch weiterhin eng dem klassischen Sprechtheater verbunden. Bereits in der Spielzeit 1945 war ihr ein großer Erfolg mit dem Shakespeare Memorial Theatre in Stratford-upon-Avon beschieden. So reüssierte sie unter anderem mit der Julia in Romeo und Julia, der Desdemona in Othello, der Charmian in Antonius und Cleopatra und der Olivia in Was ihr wollt. 1947 erhielt Lister die weibliche Hauptrolle an der Seite des berühmten Stückeschreibers, Schauspielers und Regisseurs Noël Coward in Present Laughter am Haymarket Theatre. Schon ein Jahr späte eroberte Moira Lister den Broadway in New York mit der Sacha-Guitry-Farce Don't Listen Ladies!. Wieder zurück in London, setzte sie mit Terence Rattigans French Without Tears (1949), der Revue Sauce Piquante (1950) and Peter Ustinovs The Love of Four Colonels (1951) ihre Theaterarbeit fort. 1956 schloss sie sich einer von John Gielgud neu formierten Theatertruppe an und spielte dort Shakespeare-Rollen, unter anderem die Regan in König Lear und die Margaret in Viel Lärm um nichts. 1958 ging Moira Lister mit dem Stück People in Love auf Gastspielreise ins heimische Südafrika und nach Australien. Nach ihrer Rückkehr nach London waren Moira Lister große Bühnenerfolge mit gepflegt-feingeistigen West-End-Komödien vom Schlage The Gazebo (1960), Any Wednesday (1965), Getting Married (1967) und Move Over, Mrs. Markham (1971) beschieden.
1954/55 erhielt Moira Lister eine durchgehende Rolle in der BBC-Rundfunkreihe Hancock's Half Hour und wirkte im Rahmen der Reihen Armchair Theatre, BBC Sunday-Night Theatre und ITV Play of the Week auch in Fernsehaufzeichnungen von Theaterstücken mit. In beliebten 1960er Jahre-Serien wie Geheimauftrag für John Drake und Mit Schirm, Charme und Melone absolvierte die attraktive Künstlerin Gastauftritte. Eine durchgehende Serienrolle erhielt Moira Lister 1967 in The Whitehall Worrier und The Very Merry Widow. Mit Beginn der 1970er Jahre schränkte Moira Lister ihre schauspielerischen Aktivitäten vor der Kamera sukzessive ein, blieb aber auch weiterhin an der Bühne tätig. Noch 2004 konnte man sie mit einer von ihr seit Jahrzehnten auf die Bühnenbretter gebrachten One-Woman-Show über Noël Coward sehen. 2005 trat Moira Lister mit der kleinen Rolle einer Mutter Oberin – Lister galt als überzeugte Katholikin – in einer in Adelskreisen spielenden ZDF-Produktion namens Sterne über Madeira vor die Kamera. Ihre letzten Lebensjahre verbrachte die gebürtige Südafrikanerin, die 1969 mit A Very Merry Moira ihre Memoiren publiziert hatte, in ihrer alten Heimat, wo sie 2007 verstarb. In einem Nachruf nannte sie der Guardian eine „elegante, intelligente und lustige Schauspielerin, die Kenner der Nachkriegskomödie auf Bühne, Leinwand und Fernsehen verzauberte.“ Der Telegraph stieß ins gleiche Horn. In deren Nachruf hieß es, Lister „brachte Witz, Schönheit, Intelligenz und Eleganz in eine breite Palette von Theaterstücken, Filmen und Fernsehproduktionen.“ Moira Listers Ehe mit dem 1989 verstorbenen Jacques de Gachassin-Lafite entstammen zwei Töchter.

## Trivia
Wie Moira Lister in ihren Erinnerungen berichtete, ging sie 1946 mit einem sich sehr kultiviert gebenden Mann aus, der sich im Nachhinein als der Frauendoppelmörder Neville Heath (1917–1946) entpuppte. Die Schauspielerin vermutete, dass sie nur deshalb nicht sein drittes Opfer wurde, weil sie anstatt der brünetten Haare der anderen beiden Damen blonde Haare trug. Noch im selben Jahr wurde Heath gefasst, vor Gericht gestellt und hingerichtet.

## Ehrungen / Auszeichnungen
- Der Naledi Award, ein Preis für das Lebenswerk als prominente südafrikanische Theaterschauspielerin.
- Variety Club of Great Britain's Silver Heart Award als Beste Schauspielerin des Jahres 1971
- Der Preis Freedom of the City of London im Jahre 2000

## Filmografie
- 1943: The Shipbuilders
- 1944: Cornwall Rhapsodie (Love Story)
- 1945: The Agitator
- 1945: My Ain Folk
- 1945: Don Chicago
- 1946: Das dämonische Ich (Wanted for Murder)
- 1947: Mrs. Fitzherbert
- 1947: So Evil My Love
- 1948: Bigamie…? (Uneasy Terms)
- 1948: Frieda
- 1949: Wettfahrt mit dem Tode (Once a Jolly Swagman)
- 1949: Kampf ums Geld (A Run for Your Money)
- 1950: Unterwelt (Pool of London)
- 1951: Seine Majestät, der Seehund (Mon phoque et elles)
- 1951: Serum 703 (White Corridors)
- 1952: Der große Atlantik (The Cruel Sea)
- 1953: Grand National Night
- 1953: Wer ist Kendall Brown? (The Limping Man)
- 1953: Ich und der Herr Direktor (Trouble in Store)
- 1954: The Concert
- 1955: Verliebt in eine Königin (John and Julie)
- 1955: Lockende Tiefe (The Deep Blue Sea)
- 1956: Die Angst hat tausend Namen (Seven Waves Away)
- 1961: The Devil’s Hands (Kurzfilm)
- 1964: Der gelbe Rolls-Royce (The Yellow Rolls-Royce)
- 1965: Joey Boy
- 1966: Major Barbara
- 1966: Der doppelte Mann (The Double Man)
- 1967: Der Fremde im Haus (Stranger in the House)
- 1967–68: The Very Merry Widow (Fernsehserie)
- 1968: The Very Merry Widow and How (Fernsehserie)
- 1972: Nicht jetzt, Liebling (Not Now, Darling)
- 1984: Hayfever
- 1987: The Finding
- 1989: Death on Safari (Ten Little Indians)
- 2000: Das zehnte Königreich (The Tenth Kingdom) (TV-Zweiteiler)
- 2005: Sterne über Madeira (deutscher Fernsehfilm)
- 2007: Die Flut – Wenn das Meer die Städte verschlingt (Flood)